# Kowloon Generic Romance
Kowloon Generic Romance (jap. 九龍ジェネリックロマンス Kūron jenerikku romansu) – manga autorstwa Jun Mayuzuki, publikowana w magazynie „Shūkan Young Jump” wydawnictwa Shūeisha od listopada 2019. Akcja rozgrywa się na osiedlu Kowloon Walled City w Hongkongu.
Na podstawie mangi studio Arvo Animation wyprodukowało serial anime, który emitowano od kwietnia do czerwca 2025. W sierpniu tego samego roku premierę ma mieć także film live action.

## Fabuła

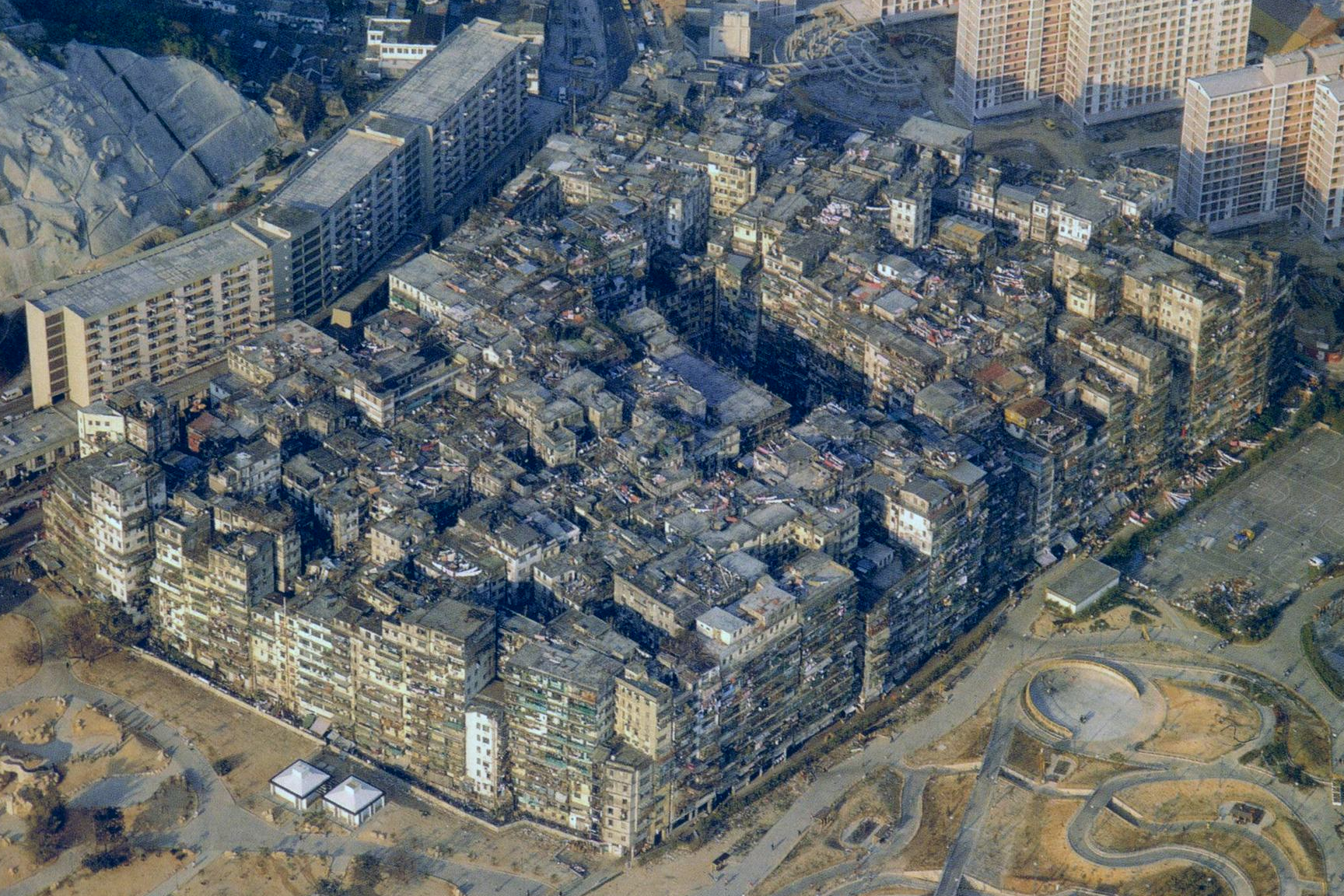
Zdjęcie lotnicze osiedla Kowloon Walled City (1989), gdzie rozgrywa się akcja serii

Akcja rozgrywa się w Kowloon Walled City, w alternatywnej rzeczywistości, gdzie dzielnica ta wciąż istnieje i nie została zburzona. Oprócz Ziemi, w przestrzeni kosmicznej znajduje się także GeneTerra – sztucznie stworzona planeta, należąca do potężnego konglomeratu Hebinuma Pharmaceutical, gdzie możliwe jest wyleczenie każdej choroby. Głównymi bohaterami są Reiko Kujirai i Hajime Kudou, którzy pracują dla agencji nieruchomości Wanglai Local Industrial Corporation. Reiko potajemnie podkochuje się w Hajime, ale wkrótce dokonuje niepokojącego odkrycia: w przeszłości w Kowloon mieszkała kobieta o takim samym wyglądzie i imieniu jak ona, jednak ona sama nie ma żadnych wspomnień na ten temat. W Kowloon, gdzie czas zdaje się płynąć wolniej, Reiko stopniowo zaczyna odkrywać tę tajemnicę.

## Bohaterowie
- Reiko Kujirai (jap. 鯨井 令子 Kujirai Reiko)

Seiyū: Haruka Shiraishi 
- Hajime Kudou (jap. 工藤 発 Kudō Hajime)

Seiyū: Tomokazu Sugita 
- Miyuki Hebinuma (jap. 蛇沼 みゆき Hebinuma Miyuki)

Seiyū: Ryōtarō Okiayu 
- Tao Gwen (jap. タオ・グエン Tao Guen)

Seiyū: Taito Ban 
- Yaomay (jap. 楊明 Yōmei)

Seiyū: Aoi Koga 
- Xiaohei (jap. 小黒 Shaohei)

Seiyū: Sayumi Suzushiro 
- Yūlong (jap. ユウロン Yūron)

Seiyū: Kengo Kawanishi 

## Produkcja
Mayuzuki wpadła na pomysł stworzenia serii o Kowloon Walled City jeszcze w trakcie pracy nad swoim poprzednim dziełem, Po deszczu. Zafascynowała ją tematyka tego miejsca, a po raz pierwszy zetknęła się z nim w młodości dzięki grze Kowloon’s Gate.

## Manga
Pierwszy rozdział mangi został opublikowany 7 listopada 2019 w magazynie „Shūkan Young Jump” wydawnictwa Shūeisha. Rozdziały serii zostały następnie zebrane do wydań w formacie tankōbon, których pierwszy tom ukazał się 19 lutego 2020. Według stanu na 17 kwietnia 2025, do tej pory wydano 11 tomów.
W Polsce prawa do dystrybucji serii nabyło Studio JG.
| Nr | Język japoński       | Język japoński         | Język polski  | Język polski |
| Nr | Data wydania         | ISBN                   | Data wydania  | ISBN         |
| -- | -------------------- | ---------------------- | ------------- | ------------ |
| 1  | 19 lutego 2020       | ISBN 978-4-08-891488-6 | listopad 2025 |              |
| 2  | 17 lipca 2020        | ISBN 978-4-08-891532-6 | —             |              |
| 3  | 19 listopada 2020    | ISBN 978-4-08-891728-3 | —             |              |
| 4  | 19 lutego 2021       | ISBN 978-4-08-891829-7 | —             |              |
| 5  | 18 czerwca 2021      | ISBN 978-4-08-892012-2 | —             |              |
| 6  | 19 listopada 2021    | ISBN 978-4-08-892131-0 | —             |              |
| 7  | 18 maja 2022         | ISBN 978-4-08-892271-3 | —             |              |
| 8  | 19 grudnia 2022      | ISBN 978-4-08-892433-5 | —             |              |
| 9  | 19 października 2023 | ISBN 978-4-08-892863-0 | —             |              |
| 10 | 18 października 2024 | ISBN 978-4-08-893267-5 | —             |              |
| 11 | 17 kwietnia 2025     | ISBN 978-4-08-893715-1 | —             |              |

## Anime
W październiku 2024 podano do wiadomości, że na bazie mangi powstanie telewizyjny serial anime. Za produkcję odpowiada studio Arvo Animation, a reżyserią zajął się Yoshiaki Iwasaki. Scenariusz napisał Jin Tanaka, projekty postaci przygotowała Yuka Shibata, kierownikiem artystycznym został Yūji Kaneko, a muzykę skomponował Ryōhei Sataka. Seria była emitowana od 5 kwietnia do 28 czerwca 2025 w stacji TV Tokyo. Motywem otwierającym jest utwór „Summertime Ghost” (jap. サマータイムゴースト Samātaimu gōsuto) w wykonaniu Wednesday Campanella, natomiast piosenką końcową „Koi no Retronym” (jap. 恋のレトロニム Koi no retoronimu) autorstwa Mekakushe. Prawa do streamingu serii nabył Crunchyroll.

## Film live action
W październiku 2024 ogłoszono, że manga doczeka się adaptacji w formie filmu live action. Za produkcję odpowiadać będzie studio Robot, a reżyserem będzie Chihiro Ikeda. Premiera w japońskich kinach zaplanowana jest na 29 sierpnia 2025.

### Obsada
Źródło.
- Riho Yoshioka – Reiko Kujirai
- Kōshi Mizukami – Hajime Kudou
- Ryō Ryūsei – Miyuki Hebinuma
- Shuntarō Yanagi – Tao Gwen
- Minami Umezawa – Yaomay
- Kotone Hanase – Xiaohei
- Figaro Tseng – Yūlong

## Odbiór
Do grudnia 2024 manga rozeszła się w nakładzie 1,2 miliona egzemplarzy.